# Atif Mian
Atif Rehman Mian (* 28. Juni 1975 in Lahore) ist ein pakistanisch-US-amerikanischer Ökonom (Makroökonomie, Finanzwissenschaft) und Hochschullehrer an der Princeton University.
Mian ging in Pakistan zur Schule und war ab 1993 in den USA. Er studierte Mathematik und Informatik am Massachusetts Institute of Technology mit dem Bachelor-Abschluss 1996 und wurde dort 2001 in Wirtschaftswissenschaften promoviert (Three Essays in Governance and Banking). Er war Professor an der University of Chicago (Booth School of Business, als Assistant und Associate Professor), ab 2009 Professor an der University of California, Berkeley (Haas School of Business und Direktor des Clausen Center for International Business & Policy), und ab Professor 2012 an der Princeton University. Er ist dort John H. Laporte, Jr. Class of 1967 Professor und Direktor des Julis-Rabinowitz Center for Public Policy and Finance an der Princeton School of Public and International Affairs.
Er war Gastwissenschaftler an der Federal Reserve Bank in New York (2012/13) und San Francisco (2011/12).
In dem Buch House of Debt mit Amir Sufi argumentiert er, dass die Große Rezession weniger eine Krise des Bankensystems war als eine der Überschuldung auf dem Hypothekenmarkt verursacht durch exzessive Ausgabe von Hypothekenkrediten und fehlender Gegensteuerung über Hilfen zum Abbau der Hypothekenschulden der Hausbesitzer.
Er gehörte zu den 25 hoffnungsvollen Nachwuchsökonomen, die der International Monetary Fund 2014 auswählte. 2013 erhielt er den Preis der  Banque de France und Toulouse School of Economics in Makroökonomie und Finanzwesen.
Er erhielt den Brattle Prize der American Finance Association.

## Schriften
- mit Amir Sufi: House of Debt. How they (and you) caused the Great Recession and how we can prevent it from happening again, University of Chicago Press 2014